# Forêt de Drusenheim
La forêt domaniale de Drusenheim est une forêt alsacienne faisant partie de la commune de Drusenheim. 
Cette forêt est un écosystème unique et d’une très grande richesse[réf. nécessaire] s’étendant sur 216 hectares. Pour mieux la préserver, elle est classée au biotope[réf. nécessaire]. 
On peut notamment y découvrir une grande variété de faune et de flore typique de l’environnement rhénan (des saules pleureurs par exemple). Le patrimoine végétal et paysager remarquable est embelli par un fleurissement original et moderne. Il fait appel à des plantes étonnantes et à un excellent travail des volumes et des couleurs. 
Pour protéger ce milieu, les véhicules motorisés ainsi que le camping y sont interdits.